# Camptoloma quimeiae
Camptoloma quimeiae là một loài bướm đêm thuộc phân họ Arctiinae, họ Erebidae. Nó là loài đặc hữu của Đài Loan.